# 膜边灯心草
膜边灯心草（学名：Juncus clarkei var. marginatus）为灯心草科灯心草属印度灯心草的变种。分布于中国大陆的四川、云南等地，生长于海拔3,600米至4,700米的地区，常生于高山草地以及沟边岩石上，目前尚未由人工引种栽培。

## 扩展阅读
- 維基物種上的相關：膜边灯心草